# Yaviza
Yaviza é uma cidade e corregimiento no distrito de Pinogana, província de Darién, no Panamá, com uma população de 4441 habitantes (em 2010). A cidade marca o extremo sudeste da metade norte da estrada pan-americana, na extremidade norte da Região de Darién. A sua população em 1990 era 8452 habitantes, e em 2000 era de 3117 habitantes.